# FC Nanoq
FC Nanoq er en fodboldklub i København bestående primært af grønlændere bosat i København, bestående af to 7-mandshold, ét for senior mænd og ét for Old Boys.
Tidligere har holdet haft et 11-mandshold, der primært har huseret i DBU Københavns serie 4 og 5, men en enkelt sæson var man oppe og prøve kræfter med serie 3.
Klubben blev oprindeligt grundlagt i 1979 under navnet IT-79 (Inuit Timersoqatigiiffiat 79: Inuiternes Idrætsforening 79) af grønlandske studerende bosat i København. Man skiftede senere navnet til Nanoq, da man mente at IT-79 navnet mindede for meget om et IT-firma. I 2007 blev der tilføjet et FC foran navnet, for at understrege fodbolddelen.
FC Nanoq spiller sine hjemmekampe i Valby Idrætspark, og har ca. 50-60 medlemmer. Desuden afholder FC Nanoq hvert år den 1. august det officielle grønlandsmesterskab i fodbold på græs, hvor "søsterklubben" Nanok FC fra Århus kommer på besøg. Kampen blev spillet første gang i 2007, og FC Nanoq fra København har vundet alle gange.
FC Nanoqs enesponsor er i dag Ice Trawl Greenland A/S, efter at Café Rex efter et mangeårigt samarbejde trak sig som sponsor i forbindelse med at stedet blev solgt. Tidligere sponsorer og samarbejdspartnere inkluderer Nuuk Tømrer og Glarmesterfirma (Nuuk), ReneDesign (Nuuk) og Ama'r Cykelservice (København). Hummel er i dag leverandør af alt spillertøj. Macron og UMBRO har tidligere været tøj- og udstyrssponsor i en årrække, sidstnævnte frem til UMBRO Danmarks konkurs. I en periode reklamerede FC Nanoq og samlede ind for Foreningen Grønlandske Børn, ligesom disse optrådte gratis på spilletøjet.
Blandt de tidligere og nuværende spillerprofiler findes flere, som har været eller er på det grønlandske landshold. Eksempelvis Jan Nielsen, der i en årrække var anfører for det Grønlandske landshold, samt Pelle Mortensen, der tidligere har spillet for B 1908 i 2. division. Desuden har tidligere grønlandske fodboldkoryfæer som Tønnes "Kaka" Berthelsen og Ulf Abrahamsen spillet i klubben.

## Formål
Foreningens formål er gennem idræt at styrke og vedligeholde medlemmernes fysik og sundhed. Gennem idræt at udbygge socialt samvær og kammeratskab mellem grønlændere og grønlandsk relaterede samt gennem idræt at fremme et positivt og nuanceret syn på grønlændere og den grønlandske kultur. Klubben er baseret på fastboende såvel som uddannelsessøgende grønlændere eller grønlandsk relaterede. Foreningen er ikke profitgivende

## Bestyrelse
(2019)
- Formand: Rasmus Isak Ravnshøj Johansen
- Næstformand: Kenneth O. Mortensen
- Kasserer: Ilannguaq Olsen
- Sekretær: Salik Enequist
- Bestyrelsesmedlem: Steen Skou
- Bestyrelsesmedlem: Miki Johnsen